# 118P/Shoemaker-Levy
118P/Shoemaker-Levy 4, komet Jupiterove obitelji.